# Catocala intermedia
Catocala intermedia là một loài bướm đêm trong họ Erebidae.